# Междущатска магистрала 55
Междущатска магистрала 55 (Interstate 55, съкратено I-55) е междущатска магистрала в централните Съединени щати. Дължината й е 964,25 мили (1551,81 km). Преминава през територията на шест щата от Лаплас (Луизиана) на юг до Чикаго на север. Участъкът между Чикаго и Сейнт Луис е построен като алтернативен маршрут за Път 66. Пресича река Мисисипи два пъти: в Мемфис, Тенеси и в Сейнт Луис, Мисури.
| Щат      | мили   | км      |
| -------- | ------ | ------- |
| Луизиана | 65,81  | 105,91  |
| Мисисипи | 290,41 | 467,37  |
| Тенеси   | 12,28  | 19,76   |
| Арканзас | 72,22  | 116,22  |
| Мисури   | 210,45 | 338,69  |
| Илинойс  | 313,08 | 503,85  |
| Общо     | 964,25 | 1551,81 |

|  | Тази страница частично или изцяло представлява превод на страницата Interstate 55 в Уикипедия на английски. Оригиналният текст, както и този превод, са защитени от Лиценза „Криейтив Комънс – Признание – Споделяне на споделеното“, а за съдържание, създадено преди юни 2009 година – от Лиценза за свободна документация на ГНУ. Прегледайте историята на редакциите на оригиналната страница, както и на преводната страница, за да видите списъка на съавторите. ВАЖНО: Този шаблон се отнася единствено до авторските права върху съдържанието на статията. Добавянето му не отменя изискването да се посочват конкретни източници на твърденията, които да бъдат благонадеждни. |